# دیوید لوید جرج
دیوید لوید جورج  (به انگلیسی: David Lloyd George)، (متولد ۱۷ ژانویه ۱۸۶۳ – درگذشته ۲۶ مارس ۱۹۴۵) دولت مرد انگلیسی از حزب لیبرال بریتانیا که به مقام نخست وزیری رسید. او این مقام را در نیمه دوم جنگ جهانی اول داشت. لوید جورج ۶ سال در میان سال‌های ۱۹۱۶ و ۱۹۲۲ نخست وزیر بود. همچنین عنوان پدر مجلس را از ۱۹۲۹ تا آخر عمر در اختیار داشت. وی نقش اساسی در رهبری متفقین به سمت پیروزی و تهیه ی پیش نویس معاهده ی صلح پاریس داشت. وی یکی از بهترین نخست وزیران تاریخ بریتانیا و از بهترین دیپلمات‌ های تاریخ است.

## جنگ جهانی اول
وی در جنگ جهانی اول رهبری امپراتوری بریتانیا را بر عهده داشت.

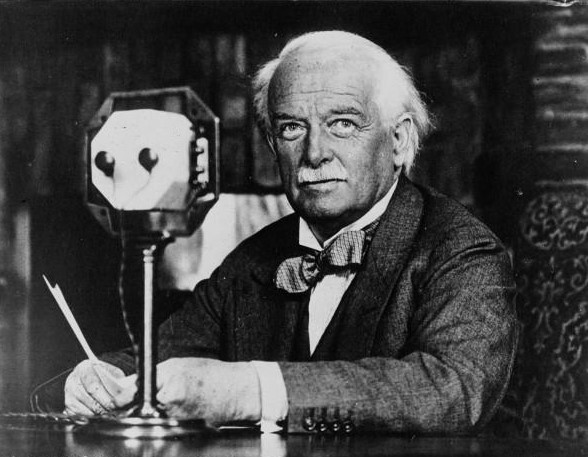
در سال ۱۹۳۲